# Dinamo Bucarest (hockey sur glace)
Pour le club omnisports, voir Dinamo Bucarest.
Le Dinamo Bucarest est un club omnisports de Bucarest en Roumanie. Il possède une section de hockey sur glace qui a évolué en Superliga Națională.

## Historique
L'équipe est créée en 1948 au sein du club omnisports et n'est plus active depuis 2005 .

## Palmarès
- Vainqueur de la Superliga Națională (7) : 
  - 1968, 1971, 1972, 1973, 1976, 1979, 1981
- Vice-champion (9) :
  - 1967, 1969, 1970, 1974, 1975, 1978, 1980, 1982, 1988

## Galerie

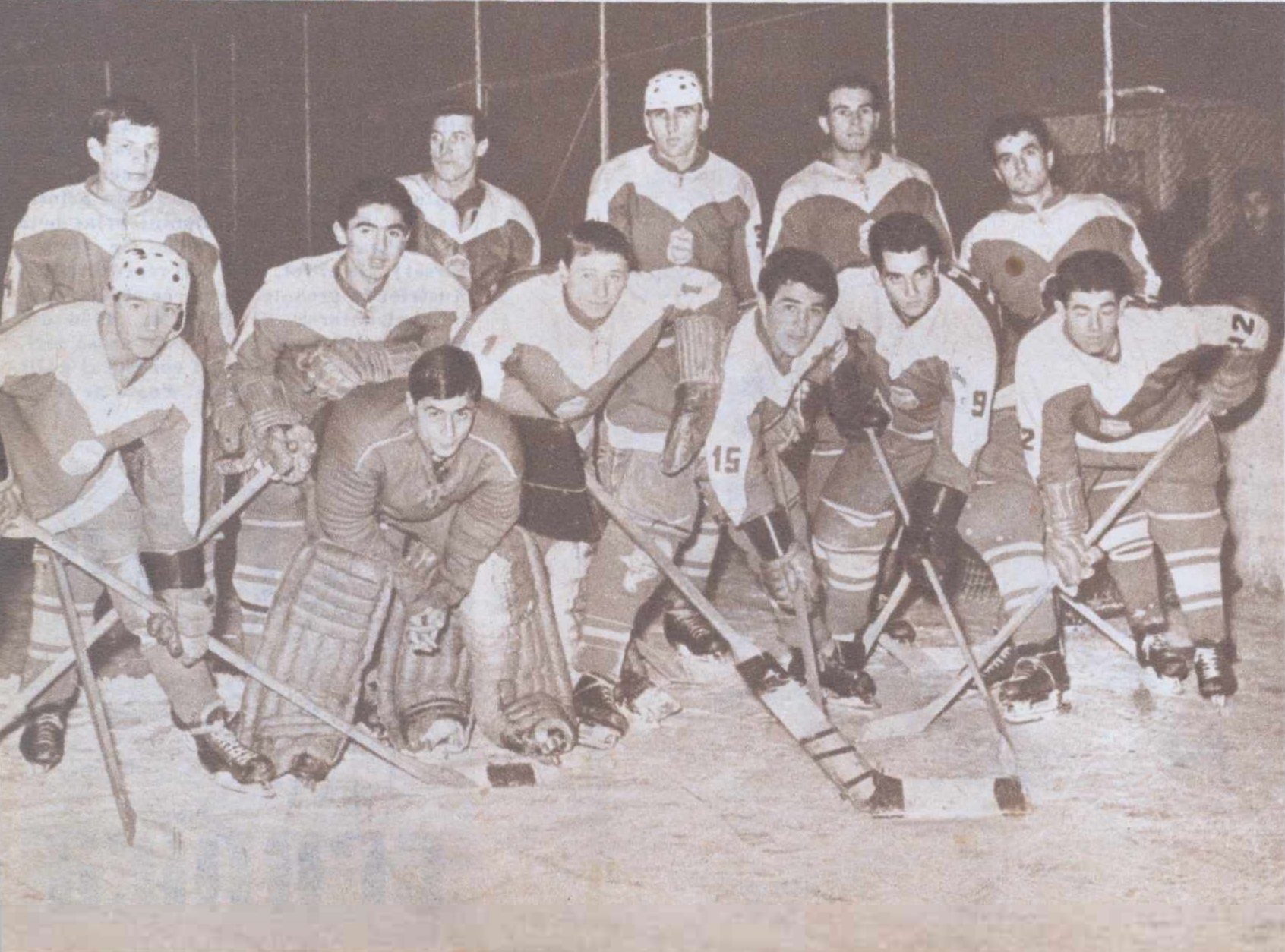
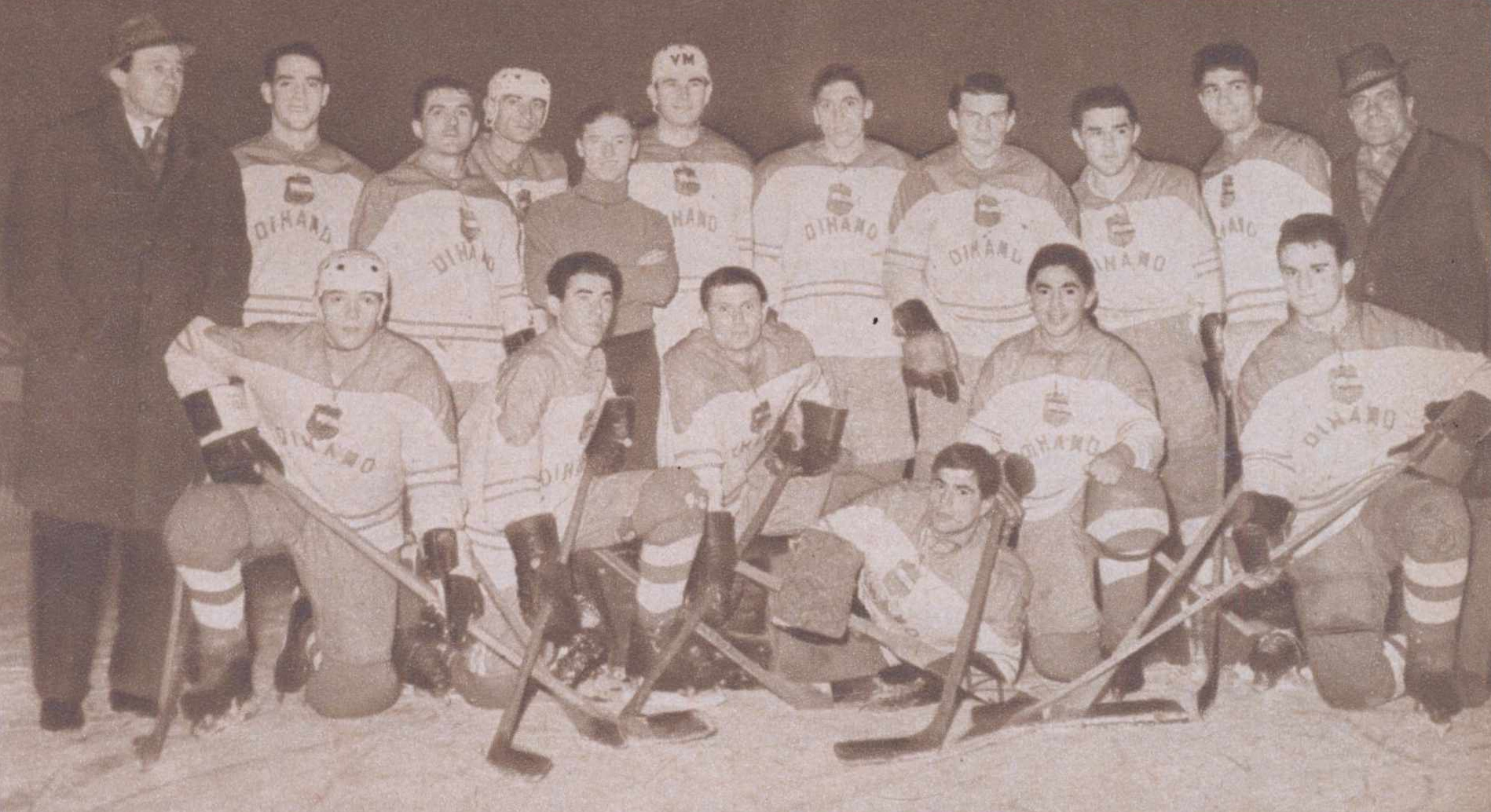